# Ilusão do rosto oco

Ilusão do rosto oco

A ilusão do rosto oco (também conhecida como ilusão Hollow-Mask) é uma ilusão de ótica na qual a percepção de uma máscara côncava de um rosto aparece como uma face convexa normal.
Embora um rosto convexo pareça olhar em uma única direção, e o olhar de um rosto plano, como o pôster Lord Kitchener Wants You, possa parecer rastrear um observador em movimento, um rosto oco pode parecer mover seus olhos mais rápido do que o visualizador: olhar para frente quando o observador está diretamente à frente, mas olhar para um ângulo extremo quando o observador está apenas em um ângulo moderado.
De acordo com Richard Gregory, "O forte viés visual de favorecer a visão de uma máscara oca como uma face convexa normal é uma evidência do poder do conhecimento de cima para baixo para a visão".  Esta tendência de ver os rostos como convexos é tão forte que contraria sinais de profundidade monoculares concorrentes, como sombreados e sombras, e também informações inequívocas muito consideráveis dos dois olhos, sinalizando estereoscopicamente que o objeto é oco. A ilusão pode ser reforçada ainda mais se uma face côncava for iluminada por baixo, pois isso inverterá os sinais de sombreamento, tornando-os mais próximos daqueles de uma face convexa iluminada por cima.
A ilusão do Rosto Oco é mais fraca entre pessoas com esquizofrenia e outras populações com sintomas psicóticos, talvez como resultado da tendência reduzida de interpretar qualquer tipo de objeto 3D ambíguo como convexo. Parece estar relacionada com o estado mental atual, nomeadamente no que diz respeito aos sintomas positivos atuais, afeto inadequado e necessidade de estrutura.   A ilusão parece fortalecer-se entre os pacientes tratados com sucesso. 
Foi demonstrado que pessoas no espectro do autismo são menos suscetíveis a ilusões visuais,  incluindo a ilusão de rosto oco. 